# ФК Партизан сезона 2015/16.
ФК Партизан сезона 2015/16. обухвата све резултате и остале информације везане за наступ Партизана у сезони 2015/16.
У овој сезони ФК Партизан је сакупио 32 победе, 9 пута је било нерешено и 14 пораза.

## О сезони

### Суперлига
Црно-бели су почели нову сезону у домаћем шампионату 17. јула победом од 4–0 над Металцем из Горњег Милановца. 1. августа Партизан је први пут поражен у сезони, од Новог Пазара 3–2. Током јесењег дела шампионата, Партизан за 22 одиграних кола забележио 10 победа, 6 нерешених резултата и исто толико пораза. Партизан је након завршетка јесењег дела шампионата завршио на 4. позицији. 21. фебруара, Партизан је одиграо прву утакмицу у пролећном делу сезоне, против ОФК Београда и поражен резултатом 2–1. У следећем колу, црно-бели су поражени истим резултатом као у претходном колу од Црвене звезде у вечитом дербију и пали на 6. позицију на табели. Црно-бели су везали 6 победа и стигли до 2. позиције пред плеј-оф. У првом колу плеј-офа, Партизан је ремизирао 1–1 на Стадиону Рајка Митића против Црвене звезде у вечитом дербију. Црно-бели су завршили на 2. месту на табели са 20 победа, 7 нерешених резултата и 10 пораза у 37 одиграних утакмица.

### Куп Србије
Црно-бели су прву утакмицу у сезони 2015/16. у Купу Србије одиграли против Синђелића и победили 0–2. Наредну утакмицу Партизан је одиграо против Вождовца и победио 0–1. Прву утакмицу у Купу Србије у 2016. години, Партизан је дочекао Раднички из Ниша и победио 2–0. У полуфиналу Партизан је први пут у сезони у Купу Србије ремизирао, тачније утакмица се завршила без голова против Спартака из Суботице. У другој утакмици полуфинала, у Суботици Партизан је добио резултатом 0–3 и другу годину заредом играо финале. 11. маја, финале се одиграло у Горњем Милановцу, Партизан је победио 2–0 Јавор Матис и освојио Куп Србије први пут после 5 година. Партизан је освојио Куп без примљеног гола и постао прва екипа која је то урадила у историји Купа Србије.

### Међународна сцена
11. маја црно-бели одиграли су своју прву утакмицу у новој сезони, у првој утакмици другог кола квалификација за Лигу шампиона против грузијске Диле Гори и победили резултатом 1–0 фантастичним голом Бабовића у 83. минуту. У реваншу Партизан је победио 2–0 головима Дарка Брашанца и Абубакара Умаруа. У првој утакмици трећег кола квалификација за Лигу шампиона, 29. јула, Партизан је одиграо 1–1 против Стеауе из Букурешта. Црно-бели су повели голом десног бека Мирослав Вулићевића у 62. минуту утакмице, али скоро 20 минута касније Стеауа је дошла до изједначења. 5. августа, Партизан је пред 30.000 навијача дочекао румунског шампиона Стеауу. Црно-бели су повели голом Стефана Бабовића у 8. минуту, али су гости за кратко време дошли до вођства. На одмор се отишло резултатом 1–2 за Стеауу и чинило се да ће црно-белима бити тешко да се домогну плеј-оф рунде, али само 2 минута након почетка другог полувремена Варела је добио директан црвени картон након старта над Брашанцем. Валери Божинов је промашио пенал, али је Партизан головима Марка Јевтовића, Андрије Живковића и Николе Трујића дошао до преоктрета и дао Стеауи и стигао до Плеј-оф рунде. 18. августа, Црно бели су у Белорусији изгубили резултатом 1–0 од БАТЕ Борисова. Црно-бели су играли цело друго полувреме са играчем мање, јер је Марко Јевтовић добио други жути картон у 45. минуту. 26. августа, Партизан је пред пуним трибинама дочекао белоруски БАТЕ. БАТЕ је повео резултатом 1–0, али је Партизан аутоголом Жавнерчика и маказицама Ивана Шапоњића у надокнади дошао до победе 2–1, али недовољне за пласман у Лигу шампиона.
17. септембра Партизан је победио АЗ Алкмар са 3–2 у првој утакмици групне фазе лиге Европе. То је била прва победа Партизана у групној фази неког европског такмичења још од децембра 2009. када је Партизан победио Шахтјор у групној фази Лиге Европе. У другој утакмици, Партизан је остварио и другу победу у групној фази. Црно-бели су победили Аугзбург са 3–1 у Немачкој. Црно-бели су повели у 31. минуту голом Андрије Живковића, а у 54. повећали предност на 2–0. Само 4 минута након другог гола Партизана Немци су постигли гол и смањили на 2–1, а након 4 минута Андрија Живковић је постигао још један гол и решио питање победника. Црно-бели су од 64. минута играли са играчем мање, јер је Александар Субић добио други жути картон. У трећем колу Партизан је доживео први пораз у групној фази, од Атлетик Билбаа у Београду. Партизан је био знатно ослабљен, јер су играла само 4 играча из стартне поставе. У четвртој утакмици, ослабљени Партизан је доживео дебакл од Атлетик Билбаа на Сан Мамесу (5–1). 26. новембра Партизан је и други пут у сезони савладао АЗ Алкмар. На старту другог полувремена АЗ је повео. У 65. минуту Партизан је изједначио после сјајног центаршута Николе Нинковића камерунски нападач Абубакар Умару је постигао изједначујући погодак. Победоносни гол за црно-беле постигао је Андрија Живковић у 89. минуту. Партизан је био на корак од шеснаестине финала. 10. децембра Партизан је изгубио са 3–1 од Аугзбурга и испао из Европе.

## Играчи

### Тренутни састав
| Бр. |                     | Позиција | Играч              |
| --- | ------------------- | -------- | ------------------ |
| 1   | Србија              | Г        | Живко Живковић     |
| 2   | Бугарска            | О        | Иван Бандаловски   |
| 4   | Србија              | О        | Мирослав Вулићевић |
| 5   | Србија              | О        | Немања Петровић    |
| 6   | Словенија           | О        | Грегор Балажиц     |
| 7   | Србија              | С        | Немања Михајловић  |
| 8   | Србија              | С        | Дарко Брашанац     |
| 9   | Србија              | Н        | Душан Влаховић     |
| 12  | Србија              | Г        | Филип Кљајић       |
| 13  | Србија              | О        | Лазар Ћирковић     |
| 14  | Србија              | О        | Мирослав Богосавац |
| 17  | Србија              | С        | Андрија Живковић   |
| 19  | Босна и Херцеговина | О        | Александар Субић   |

| Бр. |                 | Позиција | Играч               |
| --- | --------------- | -------- | ------------------- |
| 20  | Србија          | С        | Саша Лукић          |
| 21  | Србија          | С        | Марко Јевтовић      |
| 22  | Србија          | С        | Саша Илић (капитен) |
| 23  | Србија          | О        | Марко Јовановић     |
| 25  | Бразил          | С        | Евертон Луиз        |
| 27  | Црна Гора       | С        | Небојша Косовић     |
| 28  | Србија          | С        | Иван Петровић       |
| 31  | Србија          | О        | Никола Миленковић   |
| 50  | Србија          | Г        | Бојан Шаранов       |
| 51  | Обала Слоноваче | О        | Седрик Гогоуа       |
| 80  | Србија          | С        | Марко Голубовић     |
| 86  | Бугарска        | Н        | Валери Божинов      |
| 91  | Србија          | С        | Ален Стевановић     |

### Стрелци
| Ранг | Број на дресу | Позиција | Националност | Име и презиме     | Суперлига | Куп Србије | Европа | Укупно |
| ---- | ------------- | -------- | ------------ | ----------------- | --------- | ---------- | ------ | ------ |
| 1    | 86            | Нападач  | Бугарска     | Валери Божинов    | 18        | 0          | 0      | 18     |
| 2    | 17            | Крило    | Србија       | Андрија Живковић  | 7         | 0          | 5      | 12     |
| 3    | 15            | Нападач  | Камерун      | Абубакар Умару    | 3         | 1          | 6      | 10     |
| 4    | 7             | Крило    | Србија       | Немања Михајловић | 5         | 2          | 0      | 7      |
| 5    | 33            | Нападач  | Србија       | Иван Шапоњић      | 3         | 2          | 1      | 6      |

### Асистенти
| Ранг | Број на дресу | Позиција        | Националност | Име и презиме     | Суперлига | Куп Србије | Европа | Укупно |
| ---- | ------------- | --------------- | ------------ | ----------------- | --------- | ---------- | ------ | ------ |
| 1    | 7             | Крило           | Србија       | Немања Михајловић | 13        | 2          | 0      | 15     |
| 2    | 17            | Крило           | Србија       | Андрија Живковић  | 3         | 0          | 5      | 8      |
| 3    | 86            | Нападач         | Бугарска     | Валери Божинов    | 7         | 0          | 0      | 7      |
| 4    | 11            | Офанзивни везни | Србија       | Никола Нинковић   | 4         | 1          | 1      | 6      |
| 5    | 22            | Централни везни | Србија       | Саша Илић         | 5         | 0          | 1      | 6      |

## Трансфери

### Дошли
| Датум              | Позиција         | Име и презиме           | Претходни клуб    | Извор  |
| ------------------ | ---------------- | ----------------------- | ----------------- | ------ |
| 3. јун 2015.       | Дефанзивни везни | Марко Јевтовић          | Нови Пазар        | [ 1 ]  |
| 5. јун 2015.       | Крило            | Никола Трујић           | Напредак Крушевац | [ 1 ]  |
| 14. јун 2015.      | Нападач          | Валери Божинов          | Тернана           | [ 2 ]  |
| 18. јун 2015.      | Штопер           | Фабрисио Силва Дорнелас | Брагантино        | [ 3 ]  |
| 30. јун 2015.      | Нападач          | Абубакар Умару          | Беверен           | [ 4 ]  |
| 14. јул 2015.      | Крило            | Марко Голубовић         | Телеоптик         | [ 5 ]  |
| 7. август 2015.    | Централни везни  | Небојша Косовић         | Стандард Лијеж    | [ 6 ]  |
| 31. август 2015.   | Леви бек         | Никола Лековић          | Лехија            | [ 7 ]  |
| 31. август 2015.   | Леви бек         | Александар Субић        | Борац Бања Лука   | [ 8 ]  |
| 31. август 2015.   | Крило            | Ален Стевановић         | Торино            | [ 9 ]  |
| 3. новембар 2015.  | Нападач          | Исмаел Беко Фофана      | Ћингдао           | [ 10 ] |
| 23. децембар 2015. | Штопер           | Марко Јовановић         | Вождовац          | [ 11 ] |
| 23. децембар 2015. | голман           | Бојан Шаранов           | Ерготелис         | [ 11 ] |
| 28. децембар 2015. | Крило            | Немања Михајловић       | Рад               | [ 12 ] |
| 6. јануар 2016.    | Дефанзивни везни | Евертон Луиз            | Санкт Гален       | [ 13 ] |
| 16. јануар 2016.   | Штопер           | Седрик Гогуа            | СЈК               | [ 14 ] |

### Отишли
| Датум             | Позиција         | Име и презиме    | Одлази у       | Извор         |
| ----------------- | ---------------- | ---------------- | -------------- | ------------- |
| 1. јун 2015.      | Леви бек         | Владимир Волков  | Мехелен        | [ 15 ] [ 16 ] |
| 9. јун 2015.      | Дефанзивни везни | Никола Дринчић   | Макаби Хаифа   | [ 17 ]        |
| 15. јун 2015.     | Дефанзивни везни | Саша Марковић    | Кордоба        | [ 15 ] [ 16 ] |
| 23. јун 2015.     | Централни везни  | Елиомар          | Јавор Ивањица  | [ 18 ]        |
| 6. јул 2015.      | Штопер           | Бранко Илић      | Астана         | [ 19 ]        |
| 11. јул 2015.     | Леви бек         | Стефан Ашковски  | Нови Пазар     | [ 20 ]        |
| 12. јул 2015.     | Централни везни  | Данило Пантић    | Челси          | [ 21 ]        |
| 12. јул 2015.     | голман           | Милан Лукач      | Ахисар         | [ 22 ]        |
| 30. јул 2015.     | Крило            | Филип Кнежевић   | Борац Чачак    | [ 23 ]        |
| 10. август 2015.  | Нападач          | Немања Којић     | Гацијантеп     | [ 24 ]        |
| 31. август 2015.  | Полушпиц         | Ненад Маринковић | Вождовац       | [ 25 ]        |
| 6. јануар 2016.   | Крило            | Петар Грбић      | Ахисар         | [ 26 ]        |
| 12. јануар 2016.  | Нападач          | Иван Шапоњић     | Бенфика        | [ 27 ]        |
| 14. јануар 2016.  | Централни везни  | Стефан Бабовић   |                | [ 28 ]        |
| 16. јануар 2016.  | Леви бек         | Никола Лековић   | Лехија         | [ 28 ]        |
| 21. јануар 2016.  | Полушпиц         | Ненад Маринковић | Вождовац       | [ 29 ]        |
| 19. фебруар 2016. | Крило            | Никола Трујић    | Војводина      | [ 29 ]        |
| 1. фебруар 2016.  | Офанзивни везни  | Никола Нинковић  | Кјево Верона   | [ 30 ]        |
| 6. фебруар 2016.  | Леви бек         | Немања Петровић  | Макаби Нетања  | [ 31 ]        |
| 12. фебруар 2016. | Крило            | Предраг Лука     | Младост Лучани | [ 32 ]        |
| 25. фебруар 2016. | Нападач          | Абубакар Умару   | Шенџен         | [ 33 ]        |

## Резултати

### Табела
|      | М | Клуб             | Одиг. | Поб. | Нер. | Пор. | ГД | ГП | ГР  | Бод. |
| ---- | - | ---------------- | ----- | ---- | ---- | ---- | -- | -- | --- | ---- |
| КвЛШ | 1 | Црвена звезда    | 37    | 30   | 5    | 2    | 97 | 27 | +70 | 54   |
| КвЛЕ | 2 | Партизан         | 37    | 20   | 7    | 10   | 72 | 44 | +28 | 40   |
| КвЛЕ | 3 | Чукарички        | 37    | 19   | 8    | 10   | 48 | 35 | +13 | 39   |
| КвЛЕ | 4 | Војводина        | 37    | 16   | 11   | 10   | 57 | 44 | +13 | 36   |
|      | 5 | Раднички Ниш     | 37    | 16   | 9    | 12   | 40 | 35 | +5  | 35   |
|      | 6 | Борац Чачак      | 37    | 14   | 11   | 12   | 46 | 43 | +3  | 30   |
|      | 7 | Вождовац         | 37    | 11   | 12   | 14   | 34 | 36 | -2  | 25   |
|      | 8 | Радник Сурдулица | 37    | 11   | 11   | 15   | 41 | 65 | -24 | 25   |

Легенда:
| Датум               | Место                   | Гледалаца | Противник        | Резултат   | Стрелци за Партизан                                                    | Такмичење                      |
| 14. јул 2015.       | Београд, Србија         | 11.746    | Дила Гори        | 1:0        | Бабовић (83.)                                                          | Квалификације за Лигу шампиона |
| 17. јул 2015.       | Београд, Србија         | 3.000     | Металац          | 4:0        | Живковић (16.) Умару (21.) Божинов (31.) Илић (90+2.)                  | Суперлига                      |
| 21. јул 2015.       | Гори, Грузија           | 3.842     | Дила Гори        | 2:0        | Брашанац (37.) Умару (64.)                                             | Квалификације за Лигу шампиона |
| 25. јул 2015.       | Београд, Србија         | 3.000     | Јагодина         | 6:0        | Божинов (12. пен. 13.) Живковић (15.) Нинковић (50.) Шапоњић (71, 80.) | Суперлига                      |
| 29. јул 2015.       | Букурешт, Румунија      | -         | Стеауа Букурешт  | 1:1        | Вулићевић (62.)                                                        | Квалификације за Лигу шампиона |
| 1. август 2015.     | Нови Пазар, Србија      | 5.000     | Нови Пазар       | 2:3        | Трујић (13.) Којић (45+1.)                                             | Суперлига                      |
| 5. август 2015.     | Београд, Србија         | 30.000    | Стеауа Букурешт  | 4:2        | Бабовић (8.) Јевтовић (60.) Живковић (69.) Трујић (90+1.)              | Квалификације за Лигу шампиона |
| 8. август 2015.     | Београд, Србија         | 10.000    | Спартак Суботица | 2:1        | Божинов (8.) Лукић (90+5.)                                             | Суперлига                      |
| 13. август 2015.    | Нови Сад, Србија        | 9.000     | Војводина        | 2:3        | Умару (39, 68.)                                                        | Суперлига                      |
| 18. август 2015.    | Минск, Белорусија       | 11.628    | БАТЕ Борисов     | 0:1        |                                                                        | Квалификације за Лигу шампиона |
| 22. август 2015.    | Чачак, Србија           | 5.000     | Борац Чачак      | 3:1        | Трујић (38.) Балажиц (50.) Лукић (71.)                                 | Суперлига                      |
| 26. август 2015.    | Београд, Србија         | 30.000    | БАТЕ Борисов     | 2:1 (г. г) | Жавнерчик (74.) (а.г.) Шапоњић (90+3.)                                 | Квалификације за Лигу шампиона |
| 29. август 2015.    | Београд, Србија         | 4.000     | ОФК Београд      | 2:1        | Живковић (6.) Шапоњић (36.)                                            | Суперлига                      |
| 12. септембар 2015. | Београд, Србија         | 35.000    | Црвена звезда    | 1:3        | А. Стевановић (45.)                                                    | Суперлига                      |
| 17. септембар 2015. | Београд, Србија         | 7.949     | АЗ Алкмар        | 3:2        | Умару (11, 40.) Живковић (89.)                                         | Лига Европе                    |
| 20. септембар 2015. | Београд, Србија         | 3.000     | Раднички Ниш     | 0:0        |                                                                        | Суперлига                      |
| 23. септембар 2015. | Београд, Србија         | 3.000     | Рад              | 1:1        | Божинов (22.)                                                          | Суперлига                      |
| 27. септембар 2015. | Београд, Србија         | 1.000     | Вождовац         | 2:1        | Живковић (46.) Бабовић (73. пен.)                                      | Суперлига                      |
| 1. октобар 2015.    | Аугзбург, Немачка       | 22.948    | Аугзбург         | 3:1        | Живковић (31, 62.) Фабрисио (54.)                                      | Лига Европе                    |
| 5. октобар 2015.    | Београд, Србија         | 6.000     | Чукарички        | 0:1        |                                                                        | Суперлига                      |
| 14. октобар 2015.   | Сурдулица, Србија       | 4.000     | Радник Сурдулица | 2:2        | Стевановић (8.) Божинов (33.)                                          | Суперлига                      |
| 18. октобар 2015.   | Београд, Србија         | 5.000     | Јавор Ивањица    | 3:2        | Остојић (29.) Живковић (36.) Божинов (67.)                             | Суперлига                      |
| 2. октобар 2015.    | Београд, Србија         | 11.128    | Атлетик Билбао   | 0:2        |                                                                        | Лига Европе                    |
| 25. октобар 2015.   | Лучани, Србија          | 2.000     | Младост Лучани   | 2:2        | Бабовић (57.) Грбић (80.)                                              | Суперлига                      |
| 28. октобар 2015.   | Београд, Србија         | 1.500     | Синђелић         | 2:0        | Шапоњић (48, 69. пен.)                                                 | Куп Србије                     |
| 1. новембар 2015.   | Горњи Милановац, Србија | 3.000     | Металац          | 0:1        |                                                                        | Суперлига                      |
| 5. новембар 2015.   | Билбао, Шпанија         | 39.849    | Атлетик Билбао   | 1:5        | Умару (17.)                                                            | Лига Европе                    |
| 8. новембар 2015.   | Јагодина, Србија        | 2.000     | Јагодина         | 2:2        | Божинов (74.) Бабовић (84.)                                            | Суперлига                      |
| 21. новембар 2015.  | Београд, Србија         | 1.000     | Нови Пазар       | 3:0        | Божинов (34.) Нинковић (49, 90.)                                       | Суперлига                      |
| 26. новембар 2015.  | Алкмар, Холандија       | 12.784    | АЗ Алкмар        | 2:1        | Умару (65.) Живковић (89.)                                             | Лига Европе                    |
| 29. новембар 2015.  | Суботица, Србија        | 3.000     | Спартак Суботица | 1:0        | Живковић (51.)                                                         | Суперлига                      |
| 2. децембар 2015.   | Београд, Србија         | 2.000     | Вождовац         | 1:0        | Умару (29.)                                                            | Куп Србије                     |
| 5. децембар 2015.   | Београд, Србија         | 10.000    | Војводина        | 0:2        |                                                                        | Суперлига                      |
| 10. децембар 2015.  | Београд, Србија         | 14.132    | Аугзбург         | 1:3        | Умару (11.)                                                            | Лига Европе                    |
| 13. децембар 2015.  | Београд, Србија         | 1.000     | Рад              | 2:2        | Божинов (73, 84.)                                                      | Суперлига                      |
| 16. децембар 2015.  | Београд, Србија         | -         | Борац Чачак      | 2:1        | Живковић (38.) Божинов (85.)                                           | Суперлига                      |
| 21. фебруар 2016.   | Београд, Србија         | 2.000     | ОФК Београд      | 1:2        | Брашанац (22.)                                                         | Суперлига                      |
| 27. фебруар 2016.   | Београд, Србија         | 25.000    | Црвена звезда    | 1:2        | Гогуа (16.)                                                            | Суперлига                      |
| 2. март 2016.       | Београд, Србија         | -         | Раднички Ниш     | 2:0        | Михајловић (18.) А. Стевановић (79.)                                   | Куп Србије                     |
| 6. март 2016.       | Ниш, Србија             | 6.000     | Раднички Ниш     | 1:0        | Илић (60.)                                                             | Суперлига                      |
| 12. март 2016.      | Београд, Србија         | -         | Вождовац         | 3:0        | Брашанац (10.) А. Стевановић (26. пен.) Косовић (69.)                  | Суперлига                      |
| 16. март 2016.      | Београд, Србија         | 3.000     | Спартак Суботица | 0:0        |                                                                        | Куп Србије                     |
| 20. март 2016.      | Београд, Србија         | 1.500     | Чукарички        | 2:1        | М. Стевановић (49.) Божинов (65.)                                      | Суперлига                      |
| 2. април 2016.      | Београд, Србија         | 3.000     | Радник Сурдулица | 3:2        | Влаховић (54.) Илић (66, 70.)                                          | Суперлига                      |
| 6. април 2016.      | Ивањица, Србија         | 2.000     | Јавор Ивањица    | 2:1        | Михајловић (4.) Црномарковић (29.) (а.г.)                              | Суперлига                      |
| 10. април 2016.     | Београд, Србија         | 3.000     | Младост Лучани   | 4:0        | Божинов (6. пен. 45.) Илић (58, 74.)                                   | Суперлига                      |
| 16. април 2016.     | Београд, Србија         | 37.523    | Црвена звезда    | 1:1        | Евертон (90+6.)                                                        | Суперлига                      |
| 20. април 2016.     | Суботица, Србија        | 3.500     | Спартак Суботица | 3:0        | Михајловић (2.) Влаховић (84.) Бандаловски (90.)                       | Куп Србије                     |
| 23. април 2016.     | Београд, Србија         | 3.000     | Чукарички        | 1:2        | Божинов (20.)                                                          | Суперлига                      |
| 28. април 2016.     | Београд, Србија         | 1.500     | Борац Чачак      | 2:0        | Голубовић (45+1.) Брашанац (73. пен.)                                  | Суперлига                      |
| 3. мај 2016.        | Сурдулица, Србија       | 2.500     | Радник Сурдулица | 4:0        | Божинов (41, 45.) Михајловић (59, 90+2.)                               | Суперлига                      |
| 7. мај 2016.        | Београд, Србија         | 1.500     | Вождовац         | 2:1        | Голубовић (47.) Михајловић (80.)                                       | Суперлига                      |
| 11. мај 2016.       | Горњи Милановац, Србија | 4.500     | Јавор Ивањица    | 2:0        | Јовановић (35.) Влаховић (90+6.)                                       | Куп Србије                     |
| 15. мај 2016.       | Ниш, Србија             | 4.000     | Раднички Ниш     | 0:1        |                                                                        | Суперлига                      |
| 21. мај 2016.       | Београд, Србија         | 4.000     | Војводина        | 3:2        | Миленковић (47.) Михајловић (26.) Росић (62.) (а.г.)                   | Суперлига                      |

#### Пријатељске утакмице
| Датум            | Место                | Противник         | Резултат | Стрелци за Партизан                                         |
| 24. јун 2015.    | Златибор, Србија     | Златибор          | 4:0      | Којић (21.) Нинковић (36.) Голубовић (50.) Маринковић (58.) |
| 28. јун 2015.    | Стара Пазова, Србија | Мордовија Саранск | 0:1      |                                                             |
| 1. јул 2015.     | Похорје, Словенија   | Рудар Велење      | 1:0      | Божинов (27. пен.)                                          |
| 4. јул 2015.     | Похорје, Словенија   | Алуминиј          | 4:0      | Грбић (37. пен.) Којић (66.) Маринковић (80.) Лука (82.)    |
| 4. јул 2015.     | Вилдон, Аустрија     | Терек Грозни      | 1:0      | Божинов (56. пен.)                                          |
| 8. јул 2015.     | Похорје, Словенија   | Вашаш             | 4:1      | Остојић (20.) Умару (58.) Трујић (83.) Којић (86.)          |
| 29. јануар 2016. | Никозија, Кипар      | ЧФР Клуж          | 3:1      | Брашанац (3.) Божинов (15.) Фофана (76.)                    |
| 30. јануар 2016. | Никозија, Кипар      | Арсенал Тула      | 1:0      | Брашанац (15.)                                              |
| 3. фебруар 2016. | Ларнака, Кипар       | Јончан Шизјачуан  | 2:0      | Михајловић (38.) Лукић (78.)                                |
| 3. фебруар 2016. | Никозија, Кипар      | Уфа               | 0:0      |                                                             |
| 6. фебруар 2016. | Никозија, Кипар      | Волгар Астрахан   | 2:2      | Голубовић (16.) Бирманчевић (23.)                           |
| 6. фебруар 2016. | Никозија, Кипар      | Шахтјор Салигорск | 2:1      | Божинов (21.) Михајловић (47.)                              |
| 9. фебруар 2016. | Никозија, Кипар      | Тосно             | 1:0      | Божинов (67. пен.)                                          |

## Индивидуална статистика

### Европа
Играч кола
- Абубакар Умару – 1. утакмица групне фазе
- Андрија Живковић – 2. утакмица групне фазе

Идеална постава кола
- Абубакар Умару – 1. утакмица групне фазе
- Андрија Живковић – 2. утакмица групне фазе

### Суперлига
Идеални тим сезоне
- Немања Михајловић

Најбољи асистент
- Немања Михајловић – 14 асистенција